# Osceola (wieś w hrabstwo Polk)
Osceola – wieś w Stanach Zjednoczonych, w stanie Wisconsin, w hrabstwie Polk.